# Tricalysia velutina
Tricalysia velutina är en måreväxtart som beskrevs av Elmar Robbrecht. Tricalysia velutina ingår i släktet Tricalysia och familjen måreväxter. Inga underarter finns listade i Catalogue of Life.